# Feld Zsigmond

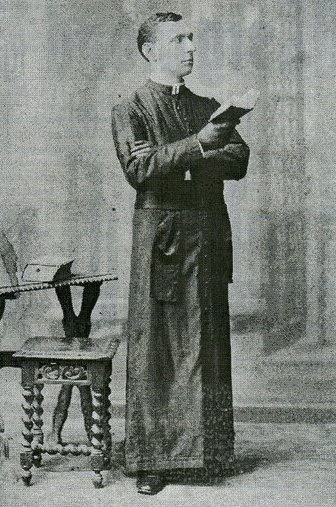
Feld Zsigmond a színpadon 1900 körül

Feld Zsigmond, születési nevén Sigmund Rosenfeld (Spáca, 1849. április 9. – Budapest, Erzsébetváros, 1939. november 2.) színész, színházigazgató, Feld Irén színésznő, Feld Mátyás színész és Föld Aurél újságíró édesapja.

## Élete
Rosenfeld Móric és Selig Katalin fia. Szülei kereskedőnek szánták, de titokban színésznek állt. Tanulmányait a bécsi színiiskolában végezte, később Németországban járt tanulmányúton. 1870-től Bécsben szerepelt. 1875-ben Svoboda Albin szerződtette őt a Városligeti Színkörbe, fellépett a Gyapjú utcai német színházban is. 1876-ban igazgatóvá nevezték ki a Herminastädter Theater élére. 1879-től a Városligeti Színkört bérelte, 1888-tól rendszeresen rendezett gyermekelőadásokat. 1889-től 1894-ig vezette a Fővárosi Gyermekszínházat a Rottenbiller utcában. 1908-ban a városligeti favázas nyári színháza helyén kőszínházat építtetett, melyet három évvel később Budapesti Színháznak keresztelt. A visszavonulás mellett 1926-ban döntött, fia, Feld Mátyás vezette tovább a színházat. Feld mindig is német akcentussal beszélt, nem sikerült azt teljesen elhagynia, emiatt többnyire komikus szerepeket játszott. Színházának az „olcsó ligeti” szórakoztatás mellett helyet kaptak a korszak kiemelkedő külföldi művészei is, népszerű operettek, népszínművek és vígjátékok kerültek bemutatásra a színházban, ezek nagy része a Népszínház, valamint a Víg és Magyar Színház műsorán is sikerrel szerepeltek korábban. Feld magyar nyelvű színielőadásait a főváros szubvencióval segítette, ezeknek nagy szerepe volt a magyar anyanyelvű polgárság „megszületésében”. Feld számos, később nevessé lett színészt pártfogolt (Nikó Lina, Nyárai Antal, Beregi Oszkár, Góth Sándor), a Városligetnek is népszerű alakja volt, ugyanis Feld „Tata” a fizetésképtelen nézőknek is megengedte hogy látogassák színházát.

## Fontosabb szerepei
- Kirchfeldi pap (Ludwig Anzengruber);
- Ewald lelkész (Raupach: A molnár és gyermeke);
- Nárcisz (Brachvogel).

## Családja
Házastársa Plesch Katalin (1857–1926) volt, Plesch Mátyás szesz-és ecetgyáros és Hess Rozália lánya, akit 1876. január 6-án Budapesten vett nőül.
Gyermekei
- Feld Mátyás (1876–1953) színész, színházigazgató. Első felesége Kardoss Ilona, második Wambedits Mária volt.
- Feld Aurél (1877–1970) újságíró, színházigazgató, műfordító. Sziklai Szeréna énekesnő férje.
- Feld Elza (1879–1884)
- Feld Irén (1880–1944) színésznő.
- Rosenfeld János (1881–1903) fővárosi díjnok.
- Feld Olga (1883–1945) opera-énekesnő, apja emlékiratainak megjelentetője.
- Rosenfeld Mór, közéletben Feld (1884–1917) ügyvéd-jelölt.
- Föld Aranka Izabella (1885–?). Férje Eppich Pál János főhadnagy volt.
- Rosenfeld Rezső (1888–1889)
- Feld Gabriella, Ella (1890–1940)[4]
- Feld Róza (1893–1969). Férje Gárdonyi Károly volt.